# Rachid Mekloufi
Rachid Mekloufi (Sétif, 12 de agosto de 1936 – Argel, 8 de novembro de 2024) foi um futebolista e treinador argelino que atuava como atacante.

## Carreira

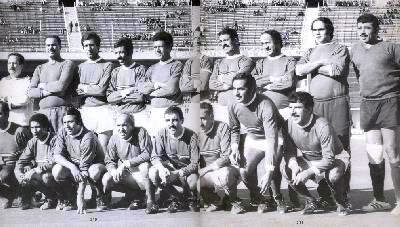
Mekhloufi (linha inferior, segundo da direita) com o time de futebol da FLN.

No meio da Guerra de Independência Argelina, em 13 de abril de 1958, dez dos mais conhecidos jogadores de futebol profissionais argelinos baseados na França fugiram do país para jogar no novo time de futebol da Frente de Libertação Nacional (FLN). Esta equipa foi criada a partir da Frente de Libertação Nacional. Um desses 10 jogadores foi Rachid Mekhloufi. Rachid "abandonou a seleção francesa que se preparava para as finais da Copa do Mundo FIFA de 1958, na Suécia, e instantaneamente se tornou um símbolo nacional da Argélia". No verão, cada vez mais argelinos baseados na França juntaram-se aos dez originais que fugiram. Rachid e seus companheiros queriam mostrar ao povo francês a grave guerra que estava acontecendo na Argélia. Muitos na França não se aperceberam da extensão da guerra que assolava a Argélia, mas quando dez jogadores de alto nível partiram, os cidadãos franceses tiveram de se questionar e descobrir a razão exata, especialmente quando alguns dos 10 jogadores de futebol se preparavam para as finais da Copa do Mundo. Ao mesmo tempo, tanto Rachid como os seus companheiros deram um sentimento de nacionalismo aos cidadãos da Argélia durante os seus esforços na guerra. Mekhloufi (e muitos outros) sacrificaram as suas carreiras jogando em ambientes menos competitivos com regimes de treino menos exigentes. Mekhloufi é citado dizendo "Perdi o gosto pelo esforço, pela luta necessária" quando questionado sobre jogar futebol político. Embora a França tenha tentado impedir o sucesso da equipa da FLN solicitando à FIFA que a equipa não fosse reconhecida, a FIFA só conseguiu impor estas restrições em alguns países. Jogou 40 partidas pela equipe da FLN.
Rachid Mekloufi comandou o elenco da Seleção Argelina de Futebol, na Copa do Mundo de 1982.

## Morte
Em 8 de novembro de 2024, foi anunciado que Mekloufi havia morrido em Argel aos 88 anos.